# Манівці
Мані́вці — село в Україні, у Красилівській міській громаді Хмельницького району Хмельницької області. Населення становить 465 осіб.

## Географія
Селом протікає річка Понора. Неподалік від села розташований Манівецький заказник.

## Історія
У 1906 році село Кульчинецької волості Старокостянтинівського повіту Волинської губернії. Відстань від повітового міста 17 верст, від волості 8. Дворів 157, мешканців 1006.

## Галерея

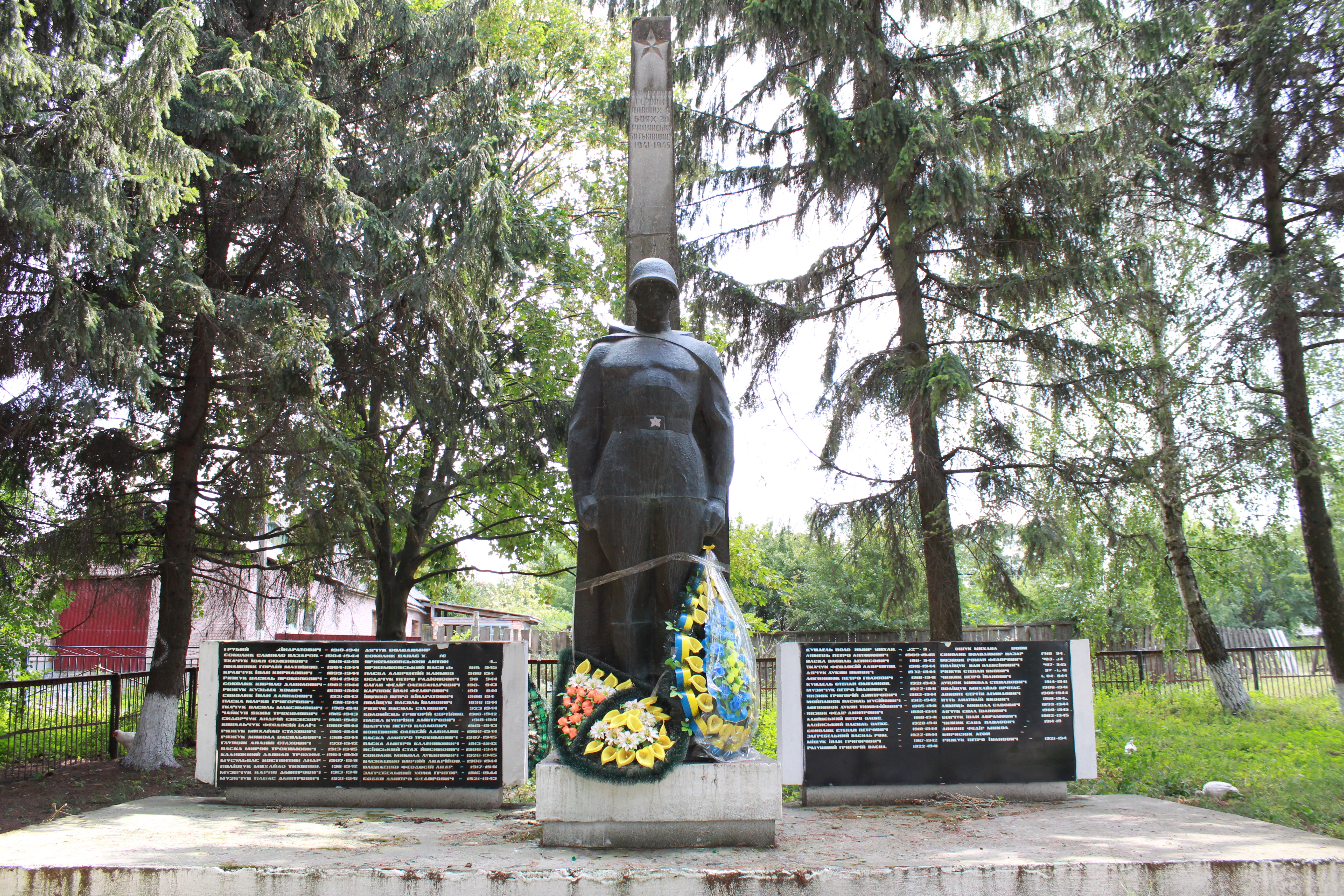
Пам'ятний знак на честь воїнів-односельчан, село Манівці
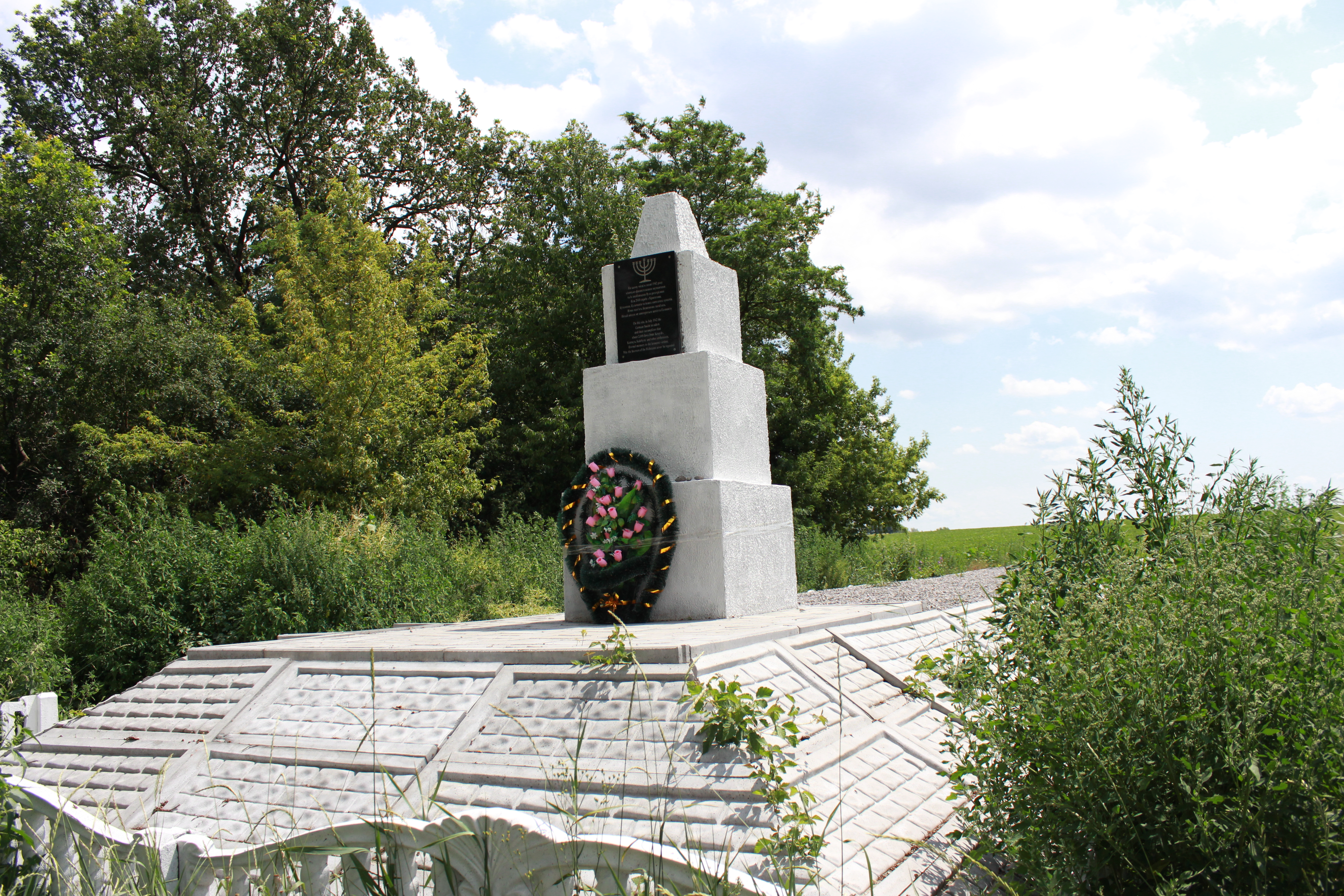
Братська могила жертв нацизму